# Warren (Arkansas)
Pour les articles homonymes, voir Warren.
La ville de Warren est le siège du comté de Bradley, dans l'Arkansas, aux États-Unis.

## Démographie
| 1880 | 1890 | 1900 | 1910  | 1920  | 1930  |
| ---- | ---- | ---- | ----- | ----- | ----- |
| 301  | 492  | 954  | 2 057 | 2 145 | 2 523 |

| 1940  | 1950  | 1960  | 1970  | 1980  | 1990  |
| ----- | ----- | ----- | ----- | ----- | ----- |
| 2 516 | 2 615 | 6 752 | 6 433 | 7 646 | 6 455 |

| 2000  | 2010  | - | - | - | - |
| ----- | ----- | - | - | - | - |
| 6 442 | 6 003 | - | - | - | - |

## Culture locale et patrimoine

### Personnalités liées à la commune
- Joe Purcell, politicien américain, gouverneur de l'Arkansas par intérim en 1979.